# Lance Kawas
Lance Kawas (ur. we Freetown, Sierra Leone) – amerykański reżyser, scenarzysta i producent filmowy. Zdobył wyższe wykształcenie na uczelni University of Michigan. Kawas jest znany z takich filmów jak: Revenge of the Mask (2018), Rise of the Mask (2018), A Royal Family Holiday (2015).

## Życiorys
Dorastał w Afryce, gdzie jego rodzice posiadali wypożyczalnię filmów. Dzięki temu oglądał ich mnóstwo i tak zrodziła się jego pasja. Zanim zaczął karierę napisał więcej niż 30 scenariuszy filmowych, a za 19 z nich otrzymał międzynarodowe nagrody. Jego auterytetami w dziedzinie sztuki filmowej są: David Lean, Elia Kazan, Frank Kapra.

## Filmografia
Reżyser
- The Retreat (2005)
- Street Boss (2009)
- The Deported (2009)
- Restitution (2011)
- Till When (2013)
- A Royal Family Holiday (2015)
- Fractured (2015)
- Golden Shoes (2015)
- Royal Family Christmas (2015)
- Paid in Full (2016)
- Raising The Bar Detroit TV Show (2018)
- Revenge of the Mask (2018)
- Tráfico (2018)

Scenarzysta
- The Retreat (2005)
- Street Boss (2009)
- The Deported (2009)
- Restitution (2011)
- Till When (2013)
- A Royal Family Holiday (2015)
- Fractured (2015)
- Golden Shoes (2015)
- Paid in Full (2016)
- Raising The Bar Detroit TV Show (2018)
- Tráfico (2018)

Producent
- Street Boss (2009)
- The Deported (2009)
- Restitution (2011)
- Olivia's Cross (2012)
- Fractured (2015)
- Raising The Bar Detroit TV Show (2018)
- Revenge of the Mask (2018)
- Tráfico (2018)